# 麥海華

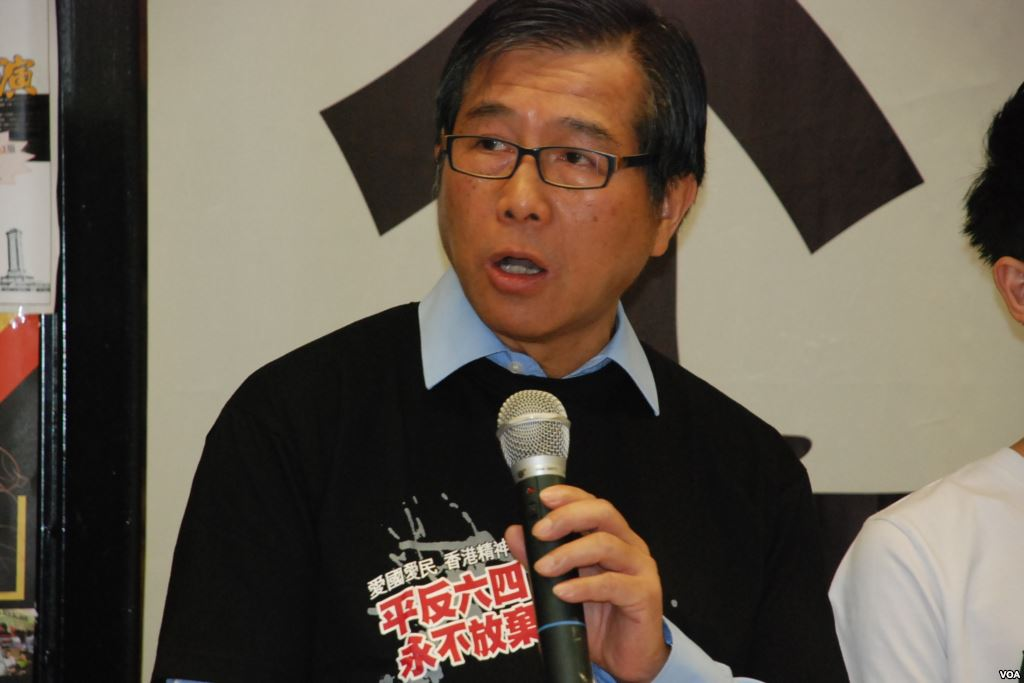
麥海華

麥海華（英語：Mak Hoi-wah，約1951年—），香港政治人物，為前黃大仙區議會議員及前民主黨成員，曾任香港城市大學應用社會學系助理教授。現為民主黨紀律委員會主席、曾任支聯會副主席。現與妻子定居加拿大溫哥華。

## 簡歷
麥海華祖籍廣東東莞，1969年於荃灣工業中學中五畢業後，轉到佛教孔書院就讀預科。於升上香港大學後，麥經常參與反國粹派的活動，開始為人熟悉。1974年，當時還是文學院學生會出版秘書的他，決定參加港大學生會選舉，最後當選學生會會長，是第一位反中共的學生會成員。不少民主派政客視之為「大專學生組織歷史上的分水嶺」。1978年獲得社會工作碩士學位。
大學畢業後，麥多次參與政治工作，與同校畢業生何俊仁親交（兩人同為深受許冠三老師影響）
；並曾經三次參加立法會選舉，惟最後均以失敗告終。
麥敬佩支聯會前主席司徒華，評論司徒華：「華叔十分勤奮，支聯會所有活動他都一定出席，二十多年來從未改變，比我們任何一個常委都要投入得多。」
2021年7月，他宣佈將會辭任支聯會常委一職。

## 家庭生活
他的太太是一名大學教師，兩個人育有長女麥君蒨（1981年出生）及一名兒子（名字未公開）。
麥君蒨於加拿大某間大學心理學系畢業，並且擁有香港大學教育心理學碩士學位。2008年，她被控偷去僱主價值總共約十二萬的名牌手袋、裙子、鑽石頸鏈等。她在法庭上指出，童年過得並不快樂，家庭教育十分嚴厲，認為父母偏疼弟弟；加上幼時曾受到母親體罰，令到她患上學習障礙及過度活躍症。而僱主的女兒和她有著同樣的病情，使她更加用心指導；而僱主一家也因此對她非常好，結果她就出現角色混淆這個問題。麥海華表示十分無奈，稱自己以前完全不了解女兒，現在才知道女兒心裏一些不為人知的秘密。

## 來源
1. ↑  荃灣工業中學校友會. .   [2021-01-27]. （原始内容存档于2021-01-21）.
2. ↑  端傳媒. . 2015-08-21  [2021-01-26]. （原始内容存档于2021-01-30）.
3. ↑  何俊仁. . 香港大學出版社. 2010. ISBN 9789888028887.
4. ↑  世代懺悔錄. . 2020-03-11  [2021-01-27]. （原始内容存档于2021-02-05）.
5. ↑  明報出版社. . 明報出版社. 2011.
6. ↑  香港01. . 2021-07-10  [2021-07-10]. （原始内容存档于2021-08-13）.
7. ↑  蘋果日報. . 2010-05-10  [2021-01-26]. （原始内容存档于2021-02-02）.
8. ↑  蘋果日報. . 2008-03-18  [2021-01-26]. （原始内容存档于2021-01-30）.
9. ↑  明報. . 2008-04-15  [2021-01-26]. （原始内容存档于2021-02-02）.